# San Joaquín (Chili)
Pour les articles homonymes, voir San Joaquín.
San Joaquín est une commune chilienne de l'agglomération de Santiago, située dans la province et la région métropolitaine de Santiago.

## Géographie

### Situation

Localisation de San Joaquín (en rouge) au sein de l'agglomération de Santiago.

La commune s'étend sur 9,7 km2 dans le sud-est de l'agglomération de Santiago et abrite notamment le quartier emblématique de La Legua.

## Histoire
La commune est créée en 1981 par détachement de la partie orientale de celle de San Miguel mais elle n'entre en fonction qu'en juillet 1987 avec la nomination du premier maire. Elle doit son nom à l'avenue San Joaquín, devenue l'avenue Carlos Valdovinos, qui traverse dans le sens est-ouest la partie nord de la commune. 

## Politique et administration
La commune est dirigée par un maire et huit conseillers élus pour un mandat de quatre ans. Les dernières élections ont eu lieu les 26 et 27 octobre 2024. 
| Période           | Période         | Identité                   | Étiquette | Qualité |
| ----------------- | --------------- | -------------------------- | --------- | ------- |
| juillet 1987      | juillet 1989    | Jaime Orpis Bouchon        | UDI       |         |
| juillet 1989      | septembre 1992  | Alberto Lira Moller        | UDI       |         |
| 26 septembre 1992 | 6 décembre 2004 | Ramón Farías Ponce         | PPD       |         |
| 6 décembre 2004   | 28 juin 2021    | Sergio Echeverría García   | PS        |         |
| 28 juin 2021      | En cours        | Cristóbal Labra Bassa (es) | Indép.    |         |

## Transports
San Joaquín est desservie par cinq stations de la ligne 5 et une de la ligne 6 du métro de Santiago, ainsi que par le réseau d'autobus Red de l'agglomération de Santiago.